# Мичигански университет
Мичиганският университет (на английски: University of Michigan, често съкращаван до UM, U-M, U of M или UMich) е американски държавен университет.
Открит е през 1817 г. в Детройт и е преместен през 1941 г. в гр. Ан Арбър, щата Мичиган. Университетът е най-важният в Системата на (държавните) университети в Мичиган (University of Michigan System). Има два допълнителни кампуса, разположени в Диърборн и във Флинт.
Счита се, че е сред най-добрите държавни университети в САЩ (Public Ivy). Член е на Асоциацията на американските университети (Association of American Universities), която представлява от 1900 г. съюз на водещи северноамерикански университети с интензивно изследване.

## Галерия
- Мичигански университет
- Здание на студентския център „Michigan Union“
- Училище по право
- Бизнес училище „Рос“
- Училище по музика и танци „Ърл Мур“
- Кула „Лури“ в Северния кампус
- Училище по стоматология
- Медицински център на Мичиганския университет
- Училище по социална работа
- Център за посетители на ботаническа градина „Матей“
- Център „Дудърстат“

## Известни абсолвенти

### Лауреати наНобелова награда
- Stanley Cohen (р. 1922 г.; PhD 1949 г.), биохимик, Нобелова награда за физиология или медицина през 1986 г.
- Marshall Warren Nirenberg, (р. 1927 г.; Ph.D. 1957 г.), Нобелова награда за физиология или медицина през 1968 г.
- Thomas Huckle Weller (1915 – 2008 г.), Нобелова награда за физиология или медицина през 1954 г.
- Jerome Karle (р. 1918 г.; Ph.D. 1944 г.), Нобелова награда за физика през 1985 г.
- Richard Errett Smalley (1943 – 2005 г.; BS 1965), Нобелова награда за химия през 1996 г.
- Samuel Chao Chung Ting (р. 1936 г.; PhD 1962 г.), Нобелова награда за физика през 1976 г.
- Дейвид Полицер (р. 1949 г.; BS 1969 г.), Нобелова награда по физика през 2004 г.

### Космонавти
- Theodore Freeman (1930 – 1964 г.)
- Karl Gordon Henize (1926 – 1993 г.)
- Джеймс Ъруин (1930 – 1991 г.)
- Jack Robert Lousma (р. 1936 г.)
- James Alton McDivitt (р. 1929 г.)
- Дейвид Скот (р. 1932 г.)
- Edward Higgins White (1930 – 1967 г.)
- Alfred Merrill Worden (р. 1932 г.)

### Актьори
- Луси Лиу
- Selma Blair (р. 1972 г.)
- Ruth Hussey (1911 – 2005 г.)

### Певци
- Мадона, певица
- Иги Поп, рок певец

### Други
- Джералд Форд, американски президент
- Артър Милър, американски драматург
- Майкъл Мур, режисьор и продуцент
- Бенджамин С. Карсън, американски хирург
- Елизабет Костова, писателка
- Майкъл Фелпс, американски плувец и 23-кратен олимпийски шампион
- Niklas Zennström, разработчик на Skype
- Лари Пейдж, съосновател на Google